# Manastir Rakovica
Manastir Rakovica je manastir Srpske pravoslavne crkve, u okviru Beogradsko-karlovačke arhiepiskopije, smješten u beogradskom naselju Rakovica. Posvećen je arhanđelima Mihaelu i Gabrijelu.
Osnivanje manastira se, po narodnoj predaji, veže za srpske kraljeve Stefana Dragutina i Stefana Uroša II., no prema suvremenim dokumentima to je dovedno u pitanje. Manastir se spominje 1502. u putopisu Feliksa Petančića „Ranauicence monasterium“, a kasnije se spominje i u turskim izvorima. Tijekom 16. stoljeća manastir je, s tadašnje lokacije u okolici sela Rakovica, premještan na lokaciju na kojoj se sada nalazi. Manastir je bio i razoren tijekom turskog pohoda na Beč 1592. godine. Zbog čestih je pljački manastir premještan na skrovitija mjesta, bliže šumi, što mu je i sadašnja lokacija. Manastir je nakon toga još dva puta stradao. Prvi put tijekom Austrijsko-turskog rata (1737. – 1739.), a drugi put u razdoblju 1788. – 1790.
U manastiru je sahranjen Todor, sin Miloša Obrenovića, zbog čega je Miloš pružao veliku podršku njegovoj obnovi tijekom svoje vladavine, a kasnije i njegov sin, Mihailo Obrenović. Jedan od dijelova manastira se zove po Miloševoj supruzi Ljubici („Ljubičin konak“). U manastiru je sahranjen i Vasa Čarapić, jedan od vođa Prvog srpskog ustanka. Bivši srpski patrijarh Dimitrije sahranjen je u ovom manastiru 1930. godine, a i srpski patrijarh Pavle je izrazio želju da se njegovo tijelo položi u ovaj manastir, što mu je i ispunjeno.